# Final de Ascenso 2002-03
La Final de Ascenso 2002-03 fue una llave de definición en la cual se enfrentó el campeón del Torneo Apertura 2002: Irapuato, contra el campeón del Torneo Clausura 2003: León, en el llamado Clásico del Bajío Guanajuatense; disputándose en partidos de ida y vuelta, para determinar al equipo que ascendería a la Primera División.

## Sistema de competición
Disputarán el ascenso a la Primera División los campeones de los Torneos Apertura 2002 y Clausura 2003. El Club con mayor número de puntos en la Tabla General de Clasificación de la Temporada 2002-2003, (tabla que suma los puntos obtenidos por los Clubes participantes durante ambos Torneos) y tomando en cuenta los criterios de desempate establecidos en el reglamento de competencia, será el que juegue como local el partido de vuelta, eligiendo el horario del mismo.
El Club vencedor de la Final de Ascenso a la Primera División será aquel que en los dos partidos anote el mayor número de goles, criterio conocido como marcador global. Si al término del tiempo reglamentario el partido está empatado, se agregarán dos tiempos extras de 15 minutos cada uno. De persistir el empate en estos periodos, se procederá a lanzar tiros penales, hasta que resulte un vencedor.
Si el Club vencedor es el mismo en los dos Torneos, se producirá el ascenso automáticamente.

## Información de los equipos
| Equipo   | Entrenador         | Estadio            | Ciudad               | Capacidad |
| -------- | ------------------ | ------------------ | -------------------- | --------- |
| Irapuato | José Luis Saldívar | Sergio León Chávez | Irapuato, Guanajuato | 28 500    |
| León     | Carlos Reinoso     | León               | León, Guanajuato     | 31 297    |

## Partidos

### Irapuato-León
| 18 de junio de 2003 | León         | 1:2 | Irapuato                       | Estadio León, León, Guanajuato |  |
|                     | González 47' |     | González 67' · Gers 46' (a.g.) |                                |  |

| 21 de junio de 2003                        | Irapuato     | 2:1 (0:0) | León | Estadio Sergio León Chávez, Irapuato, Guanajuato |  |
|                                            | Ferreira 79' |           |      |                                                  |  |
| Irapuato Campeón de Ascenso 2002-03 (4:1). |              |           |      |                                                  |  |

| Campeón de Ascenso 2002-03     |
| ------------------------------ |
|                                |
| Irapuato                       |
| 2° Título                      |
| Asciende a la Primera División |

## Controversia
En esta final de ascenso hubo mucha controversia empezando por la supuesta venta del Club Deportivo Irapuato al Club León días antes de la final de vuelta que se jugaría en el Estadio Sergio León Chávez. Un comando armado presuntamente contratado por directivos del León tomó el Estadio Sergio León Chávez para presionar a la directiva fresera de vender al club en caso de que ascendiera, sin embargo la afición del Irapuato fue quien logró recuperar el estadio de forma violenta. Más tarde la directiva del Irapuato declaró que la final se jugaría en la ciudad y que la venta fue rechazada.
Ya en la final el estadio se pintó totalmente de rojo, en un acuerdo no se permitió afición proveniente de León. El duelo se tornó complicado, León trató de empatar el global, aparentaba un 0-0, sin embargo 'La Trinca' no decepcionó a su afición cuando a 11 minutos del final Josias Ferreira sentenciaba al León. Así los freseros vencían 1-0 y de nuevo regresaba a Primera División.